# Louis-Arsène Lavallée
Pour les articles homonymes, voir Lavallée.
Louis-Arsène Lavallée, né le 2 février 1861 à Berthier et mort le 19 novembre 1936 à Montréal, est un homme politique québécois. Il a été maire de Montréal de 1912 à 1914.

## Biographie
Louis-Arsène Lavallée ses études classiques au collège de Joliette, puis effectue son cours de droit à Montréal. Il est admis au barreau en 1884. 
En politique, il tente en vain sa chance aux élections fédérales de 1896. Il se réoriente vers le palier municipal et sera échevin du Quartier Saint-Jacques de 1900 à 1904, puis du Quartier Lafontaine de 1904 à 1912. C’est à cette date qu’il est élu maire de Montréal pour un mandat de deux ans. 
Dès qu'il est échevin, Louis-Arsène Lavallée consacre ses efforts sur l’annexion des municipalités voisines de Montréal. Pendant ses mandats d’échevin et de maire, il est président du comité d’annexion et du comité législatif. Selon lui, la Ville de Montréal doit augmenter sa taille. Certaines municipalités, comme Outremont et Westmount, n’en veulent pas, tandis que d’autres acceptent. En 1905, Saint-Henri et Sainte-Cunégonde sont annexées puis, dès 1907-1908, des municipalités de la région nord. En 1910, Montréal rattache plus d’une dizaine de municipalités : Saint-Louis, Côte-des-Neiges, Notre-Dame-de-Grâce, Côte-Saint-Paul, Ville-Émard, Bordeaux, Longue-Pointe ainsi que les villages d’Ahuntsic, de Beaurivage, de la Longue-Pointe, de Tétreauville et de Rosemont. La population montréalaise passe alors à plus de 500 000 habitants.

## Sources
- Site de la Ville de Montréal, Fiche de Louis-Arsène Lavallée